# Адријан Монзенски
Адријан Монзенски (рођ. Амос; средина 16. века, Кострома - 5. мај 1619) - светитељ Руске православне цркве, преподобни, оснивач Благовештенског манастира на реци Монзи.
Православна црква га спомиње 5. (18.) маја.

## Биографија
Адријан, који је у свету носио име Амос, рођен је у Костроми око средине 16. века. Након пунолетства, требало је да се ожени на захтев родитеља, али се недуго пре венчања разболео. Током своје болести, видео је у сну храм који стоји између две реке и чуо је глас: „Ево ти места". После ове визије Амос је решио да се замонаши и нађе храм.
Амос је тајно напустио родитељску кућу и настанио се у Толгском манастиру. Родитељи су га убрзо пронашли и вратили кући. Међутим, Амос их опет остави у Генадијев манастир, где се замонаши са именом Адријан. Касније је Адријан живео у манастиру Спасо-Каменни и у Павло-Обнорском манастиру. Тада се, по упутству Терапонта Монзенског, Адријан настанио у области где се река Монза улива у Кострому. На овом месту је око 1580-1590 године основао манастир Благовештење. За Адријановог живота подигнуте су две цркве. Током Велике глади 1601-1603, Адријан Монзенски је делио монашке резерве са становницима оближњих села.
Адријан је умро 1619. године. Сахрањен је у Благовештенској цркви манастира поред Терапонта Монзенског. Манастир је укинут 1764. године, али је храм опстао и у њему се и данас врше богослужења.

## Канонизација
Локална канонизација светог Адријана се вероватно догодила 1630-их и 1640-их. Прво житије састављено је око 1645. године и носило је наслов „Живот, и житије, и легенда о неким чудима нашег пречасног оца Терапонта, новог чудотворца Устмонзена, који се налазио у околини града. Галичког, а о зачећу Благовештенског манастира, који се налази на реци Костроми, на ушћу реке Монце, овај манастир је први пут зачет животом и руководством слуге Божијег, светог монаха старца Адријана, г. извесни богољубиви монах.".
У 17. веку појавиле су се прве иконе које приказују Адријана Монзијског. Били су у цркви села Терапонтова и изгубљени су у 20. веку. Године 1981. Адријан Монзенски је укључен у Сабор костромских светаца.